# Йованович, Лазар (футболист, 2006)
Ла́зар Йова́нович (серб. Лазар Јовановић; род. 30 ноября 2006) — сербский футболист, атакующий полузащитник клуба «Штутгарт».

## Клубная карьера
Йованович — воспитанник клуба «Воеводина». 30 июля 2023 года в матче против «Црвены звезды» он дебютировал в сербской Суперлиге. 